# Наоя Іноуе — Марлон Тапалес
Бій Наоя Іноуе — Марлон Тапалес (англ. Naoya Inoue vs Marlon Tapales) — професійний боксерський поєдинок між чемпіоном WBC та WBO у другій легшій вазі Наоєю Іноуе та чемпіоном IBF та WBA (Super) у другій легшій вазі Марлоном Тапалесом. Бій відбувся 26 грудня 2023 року на Аріаке Арені у Токіо (Японія). Переможеццем поєдинку і водночас абсолютним чемпіоном у другій легшій вазі став Наоя Іноуе.

## Передумови
25 липня 2023 року Наоя Іноуе провів свій перший професійний поєдинок у другій легшій вазі. Тоді він завоював титули WBC та WBO, здолавши технічним нокаутом у восьмому раунді Стівена Фултона. До цього японець наприкінці 2022 року став абсолютним чемпіоном у легшій вазі, здолавши нокаутом Пола Батлера.
Якщо японцю вдасться здолати суперника, він стане другим боксером в історії після Теренса Кроуфорда, якому вдалось стати абсолютним чемпіоном у двох різних вагових категоріях в епоху чотирьох престижних поясів.
Марлон Тапалес здобув титули IBF та WBA (Super) у квітні 2023 року, коли здолав розділеним рішенням Муроджона Ахмадалієва.